# アトムストロイエクスポルト
アトムストロイエクスポルト（ロシア語: Атомстройэкспорт、ラテン文字表記の例：Atomstroyexport、正式名称:非上場株式会社「アトムストロイエクスポルト」）は、ロシアの原子力関連企業。ロシアにおける主要原子力発電所建設企業のひとつであり、1998年核関連機材の輸出サービスに関する独占企業として、「アトムエネルゴエクスポルト」社と「ザルベージュアトムエネルゴストロイ」社を合併・編成される形で創設された。アトムエネルゴプロム・ホールディング傘下企業であり、ガスプロム銀行が株式の49.8パーセントを保有している。
第2次プーチン内閣のエネルギー相を務めるセルゲイ・シマトコは、前会長。